# Koundokpoé
Koundokpoé (CA : GBANDE Armando Paolo)est un arrondissement de la commune de Zè situé dans le département de l'Atlantique dans le Sud du Bénin.

## Géographie

### Administration
Koundokpoé fait partie des 11 arrondissements que compte la commune de Zè. Il est composé des 7 villages suivants :
1. Aïfa
2. Houégnonkpa
3. Houéhounta-Tozounkpa
4. Koundokpoé
5. Tangnigbadji
6. Togbonou
7. Wédjamè[3]

## Population et société
Selon le recensement général de la population et de l'habitation(RGPH4) conduit par l'institut national de la statistique et de l'analyse économique (INSAE), la population de Koundokpoé compte 1537 ménages pour 8478 habitants.